# The Ball Street Journal
The Ball Street Journal è il decimo album del rapper statunitense E-40. Pubblicato il 24 novembre 2008, l'album è distribuito da Warner Bros., BME e Asylum Records. Partecipano, tra gli altri, Busta Rhymes, The Game, Snoop Dogg, T-Pain, Bun B, Gucci Mane, Too Short e Ice-T.
L'album entra nella Billboard 200 e raggiunge la top ten della chart dedicata agli album hip hop. Vende più di 30 000 copie nella prima settimana.
| Recensione | Giudizio |
| ---------- | -------- |
| AllMusic   | [ 1 ]    |
| DJBooth    | [ 3 ]    |
| HipHopDX   | [ 4 ]    |
| Okayplayer | (81/100) |
| RapReviews | (8/10)   |

## Tracce
1. The Ambassador – 3:45 (musica: Rick Rock)
2. I'm On One – 4:58 (musica: Rick Rock)
3. Break Ya Ankles (featuring Shawty Lo) – 4:00 (musica: Lil' Jon)
4. Got Rich Twice (featuring Turf Talk) – 3:43 (musica: Droop-E)
5. Pain No More (featuring The Game, Snoop Dogg & LBC King) – 5:45 (musica: J.R. Rotem, LBC King  (additional producer) )
6. Tell It Like It Is – 4:00 (musica: Rick Rock, Oren Yoel, David Appleton)
7. Give Her the Keys (featuring T-Pain) – 4:10 (musica: T-Pain)
8. Hustle (featuring Turf Talk & Rock City) – 4:17 (musica: Lil' Jon)
9. Wake It Up (featuring Akon) – 4:01 (musica: Matt Price)
10. 40 Water – 3:39 (musica: Lil' Jon)
11. Poor Man's Hydraulics – 4:23 (musica: Droop-E)
12. The Recipe (featuring Gucci Mane & Bun B) – 4:20 (musica: Poli Paul)
13. Hood Boy (featuring Raw Smoov) – 4:09 (musica: RAWSMOOV)
14. Earl (featuring Ice-T) – 4:18 (musica: Lil' Jon)
15. Sliding Down the Pole (featuring Too $hort) – 3:24 (musica: Willy Will)
16. I Can Sell It (featuring Cousin Fik) – 5:00 (musica: Droop-E)
17. Big Time (featuring Kevin Cossom) – 4:03 (musica: DJ Nasty & LVM)
18. Alcoholism (featuring B-Legit) – 3:41 (musica: DJ Fingaz "Fing Kong" & Virtuoso)
19. Pray for Me (featuring Bosko, Suga-T & B-Legit) – 4:57 (musica: D-Animals, Bosko)

## Classifiche settimanali
| Classifica (2008)         | Posizione massima |
| ------------------------- | ----------------- |
| Stati Uniti               | 42                |
| US Top R&B/Hip-Hop Albums | 6                 |